# Szólád
Szólád je naselje u središnoj zapadnoj Mađarskoj.
Zauzima površinu od 19,98 km četvornih.

## Zemljopisni položaj
Nalazi se na 46°47' 6,68" sjeverne zemljopisne širine i 17° 50' 32,93" istočne zemljopisne dužine. Naselje je izduljena oblika. Pruža se srpasto u pravcu sjeverozapad - jugoistok.
Teleki je 1,5 km jugozapadno. 2 km sjeverno je Balatonszárszó, 3 km zapadno i sjeverozapadno je Balatonszemes, 2,5 km sjeverozapadno je Balatonőszöd, Kötcse je 1,5 km južno-jugoistočno, Nagycsepely je 1,5 km južno-jugozapadno. Kereki je 5 km istočno, a Pusztaszemes 5 km jugoistočno.

## Upravna organizacija
Upravno pripada Balatonföldvárskoj mikroregiji u Šomođskoj županiji. Poštanski broj je 8625.

## Kultura
Poznato je po vinskim podrumima. Urezani su u lesnim zidovima uzvisinama visokim ponekad i do 6-8 metara. Građeni su u 20. stoljeću. U početku su bili skrovišta za skrivanje od financa. Površinska je temperatura 15 stupnjeva temperatura površine, što je idealno za čuvanje vina. U podrumima su i preko 100 u uporabi i danas.
Lokalna je samouprava potrošila milijune na adaptiranje, no potez je vrijedio svog uloga. 1999. je godine dobio nagradu Europa i nagradu Henryja Forda. Podrum je danas domom mnogih događanja, uključujući kuharska natjecanja, festival županijskog vina i tako dalje.

## Promet
1,5 km sjeverozapadno prolazi državna autocesta M7 (europska prometnica E71).

## Stanovništvo
Szólád ima 319 stanovnika (2001.). Skoro svi su Mađari te oko 2% Nijemaca i Rumunja.

## Vanjske poveznice
- (mađ.) Európai borutak portál[neaktivna poveznica]
- (mađ.) Terkepcentrum  Arhivirana inačica izvorne stranice od 1. listopada 2007. (Wayback Machine)